# Hörle
Hörle (früher auch Hörla) ist der kleinste Ortsteil der Stadt Volkmarsen im nordhessischen Landkreis Waldeck-Frankenberg.

## Geographie
Das Haufendorf liegt an einem Dreiländereck, wo sich Westfalen, Hessen und Waldeck treffen. Im Ort liegt die Quelle der Höpper. Dieser kleine Bach mündet im Talgrund des Ortes bereits in den aus Richtung Dehausen kommenden Bach Welda, wo er vereint mit diesem im (gleichnamigen) westfälischen Ort Welda in die Twiste fließt. Die hessisch/nordrhein-westfälische Landesgrenze verläuft zwischen Hörle und Welda. Im Hessischen wird der Bach offiziell Welda genannt, ab Landesgrenze Nordrhein-Westfalen wird er "Hörler Bach" genannt.
Die Nachbarorte von Hörle sind Herbsen im Süden, Ammenhausen bzw. Schmillinghausen im Westen, Dehausen im Norden und Welda im Osten.

## Geschichte

### Von den Anfängen bis zur Gebietsreform in Hessen
Siedlungshistoriker vermuten, dass Hörle bereits 400 nach Christus entstanden sein könnte und damit älter ist als Volkmarsen.
Die älteste bekannte schriftliche Erwähnung von Hörle erfolgte unter dem Namen Hurlere in einer Urkunde der Reichsabtei Corvay und wird in die Zeit 1107–1128 datiert.
Im Jahre 1703 sollte in der Schlacht bei Hörle der Durchmarsch der Dänen verhindert werden. Der Vater des berühmten Frankfurter Schriftstellers und Heimatdichters, Friedrich Stoltze (1816–1891), Friedrich Christian Stoltze wurde am 27. März 1783 in Hörle geboren. Die Eltern waren 1800 nach Frankfurt am Main ausgewandert. Sein Vater verstarb 1833 in Frankfurt.

### Gebietsreform
Zum 1. August 1972 wurde im Zuge der Gebietsreform in Hessen die bis dahin selbständige Gemeinde Hörle kraft Landesgesetz in die Stadt Volkmarsen eingegliedert.
Für Hörle wurde, wie für alle nach Volkmarsen eingegliederten Gemeinden, ein Ortsbezirk mit Ortsbeirat und Ortsvorsteher nach der Hessischen Gemeindeordnung gebildet.

### Territorialgeschichte und Verwaltung im Überblick
Die folgende Liste zeigt im Überblick die Territorien, in denen Hörle lag, bzw. die Verwaltungseinheiten, denen es unterstand:
- 1537 und später: Heiliges Römisches Reich, Grafschaft Waldeck, Amt Arolsen
- ab 1712: Heiliges Römisches Reich, Fürstentum Waldeck, Amt Arolsen
- ab 1806: Fürstentum Waldeck, Amt Arolsen
- ab 1815: Deutscher Bund, Fürstentum Waldeck, Oberamt der Diemel (Sitz in Arolsen)
- ab 1816: Deutscher Bund, Fürstentum Waldeck, Oberjustizamt der Diemel (Sitz in Rhoden)
- ab 1850: Deutscher Bund, Fürstentum Waldeck-Pyrmont (seit 1849), Kreis der Twiste (Sitz bis 1857 in Mengeringhausen, dann in Arolsen)[Anm. 1]
- ab 1867: Fürstentum Waldeck-Pyrmont (Akzessionsvertrag mit Preußen), Kreis der Twiste
- ab 1871: Deutsches Reich, Fürstentum Waldeck-Pyrmont, Kreis der Twiste
- ab 1919: Deutsches Reich, Freistaat Waldeck-Pyrmont, Kreis der Twiste
- ab 1929: Deutsches Reich, Freistaat Preußen, Provinz Hessen-Nassau, Regierungsbezirk Kassel, Kreis der Twiste
- ab 1942: Deutsches Reich, Freistaat Preußen, Provinz Hessen-Nassau, Regierungsbezirk Kassel, Landkreis Waldeck
- ab 1944: Deutsches Reich, Freistaat Preußen, Provinz Kurhessen, Regierungsbezirk Kassel, Landkreis Waldeck
- ab 1945: Amerikanische Besatzungszone, Groß-Hessen, Regierungsbezirk Kassel, Landkreis Waldeck
- ab 1949: Bundesrepublik Deutschland, Land Hessen (seit 1946), Regierungsbezirk Kassel, Landkreis Waldeck
- ab 1972: als Ortsteil zu Volkmarsen
- ab 1974: Bundesrepublik Deutschland, Land Hessen, Regierungsbezirk Kassel, Landkreis Waldeck-Frankenberg

### Einwohnerentwicklung

#### Einwohnerstruktur
Nach den Erhebungen des Zensus 2011 lebten am Stichtag dem 9. Mai 2011 in Hörle 129 Einwohner. Darunter waren 3 (2,3 %) Ausländer.
Nach dem Lebensalter waren 18 Einwohner unter 18 Jahren, 48 zwischen 18 und 49, 30 zwischen 50 und 64 und 33 Einwohner waren älter.
Die Einwohner lebten in 63 Haushalten. Davon waren 18 Singlehaushalte, 24 Paare ohne Kinder und 15 Paare mit Kindern, sowie 6 Alleinerziehende und keine Wohngemeinschaften. In 15 Haushalten lebten ausschließlich Senioren/-innen und in 39 Haushaltungen lebten keine Senioren/-innen.

#### Einwohnerzahlen
Quelle: Historisches Ortslexikon
- 1620: 9 Häuser
- 1650: 7 Häuser
- 1738: 13 Häuser
- 1770: 24 Häuser, 100 Einwohner
- 1961: 123 Einwohner, davon 122 evangelische(= 99,19 %), ein katholischer (= 0,81 %)

| Hörle: Einwohnerzahlen von 1770 bis 2019 | Hörle: Einwohnerzahlen von 1770 bis 2019 | Hörle: Einwohnerzahlen von 1770 bis 2019 | Hörle: Einwohnerzahlen von 1770 bis 2019 | Hörle: Einwohnerzahlen von 1770 bis 2019 |
| --- | ---------------------------------------- | ---------------------------------------- | ---------------------------------------- | ---------------------------------------- |
| Jahr |                                          |                                          |                                          | Einwohner                                |
| 1770 | 1770                                     |                                          | 100                                      | 100                                      |
| 1800 | 1800                                     |                                          | ?                                        | ?                                        |
| 1834 | 1834                                     |                                          | 164                                      | 164                                      |
| 1840 | 1840                                     |                                          | 166                                      | 166                                      |
| 1846 | 1846                                     |                                          | 173                                      | 173                                      |
| 1852 | 1852                                     |                                          | 196                                      | 196                                      |
| 1858 | 1858                                     |                                          | 173                                      | 173                                      |
| 1864 | 1864                                     |                                          | 188                                      | 188                                      |
| 1871 | 1871                                     |                                          | 165                                      | 165                                      |
| 1875 | 1875                                     |                                          | 166                                      | 166                                      |
| 1885 | 1885                                     |                                          | 169                                      | 169                                      |
| 1895 | 1895                                     |                                          | 133                                      | 133                                      |
| 1905 | 1905                                     |                                          | 121                                      | 121                                      |
| 1910 | 1910                                     |                                          | 132                                      | 132                                      |
| 1925 | 1925                                     |                                          | 150                                      | 150                                      |
| 1939 | 1939                                     |                                          | 138                                      | 138                                      |
| 1946 | 1946                                     |                                          | 205                                      | 205                                      |
| 1950 | 1950                                     |                                          | 191                                      | 191                                      |
| 1956 | 1956                                     |                                          | 135                                      | 135                                      |
| 1961 | 1961                                     |                                          | 123                                      | 123                                      |
| 1967 | 1967                                     |                                          | 121                                      | 121                                      |
| 1980 | 1980                                     |                                          | ?                                        | ?                                        |
| 1990 | 1990                                     |                                          | ?                                        | ?                                        |
| 2000 | 2000                                     |                                          | ?                                        | ?                                        |
| 2010 | 2010                                     |                                          | 131                                      | 131                                      |
| 2011 | 2011                                     |                                          | 129                                      | 129                                      |
| 2015 | 2015                                     |                                          | 126                                      | 126                                      |
| 2019 | 2019                                     |                                          | 122                                      | 122                                      |
| Datenquelle: Historisches Gemeindeverzeichnis für Hessen: Die Bevölkerung der Gemeinden 1834 bis 1967. Wiesbaden: Hessisches Statistisches Landesamt, 1968. Weitere Quellen: bis 1970; Stadt Volkmarsen; Zensus 2011 |                                          |                                          |                                          |                                          |

## Sage
Der Sage nach hat im Bach Hüpper ein Frosch, "Höpper" genannt, durch lautes Quaken ein in das Wasser gestürztes Kind vor dem Ertrinken gerettet. Aus Dankbarkeit und um ihn zu ehren wurde ihm an der Quelle ein Denkmal gesetzt. Der Frosch ist das Wahrzeichen des Ortes. Er ziert die Vereinsfahne des Gemischten Chores und die Uniformen der Freiwilligen Feuerwehr.

## Persönlichkeiten
- Heinrich Ernst Schnare (1789–1844), Ackermann, Richter und Politiker